# Misàgenes
Misàgenes (en llatí Misagenes) va ser un cap númida, fill de Masinissa I.
El seu pare el va nomenar cap de les forces que van ajudar els romans a lluitar contra Perseu a la Tercera Guerra Macedònica l'any 171 aC. Sembla que va mantenir aquest càrrec i va estar-se a Grècia uns quatre anys, mentre va durar la guerra, i va fer importants serveis a Roma. Després de la guerra va tornar a Àfrica (potser l'any 167 aC) enviat per Luci Emili Paulus Macedònic, però les naus en què van embarcar les seves tropes van ser dispersades per una tempesta i moltes es van enfonsar. Misàgenes es va haver de refugiar al port de Brundusium on va ser rebut amb distinció pel qüestor Luci Estertini a qui havia enviat el senat romà, que li va facilitar tot el que necessitava per les seves tropes i el va omplir de regals. Va morir sens dubte abans que el seu pare, ja que no és esmentat després de la mort de Masinissa.